# Поляне

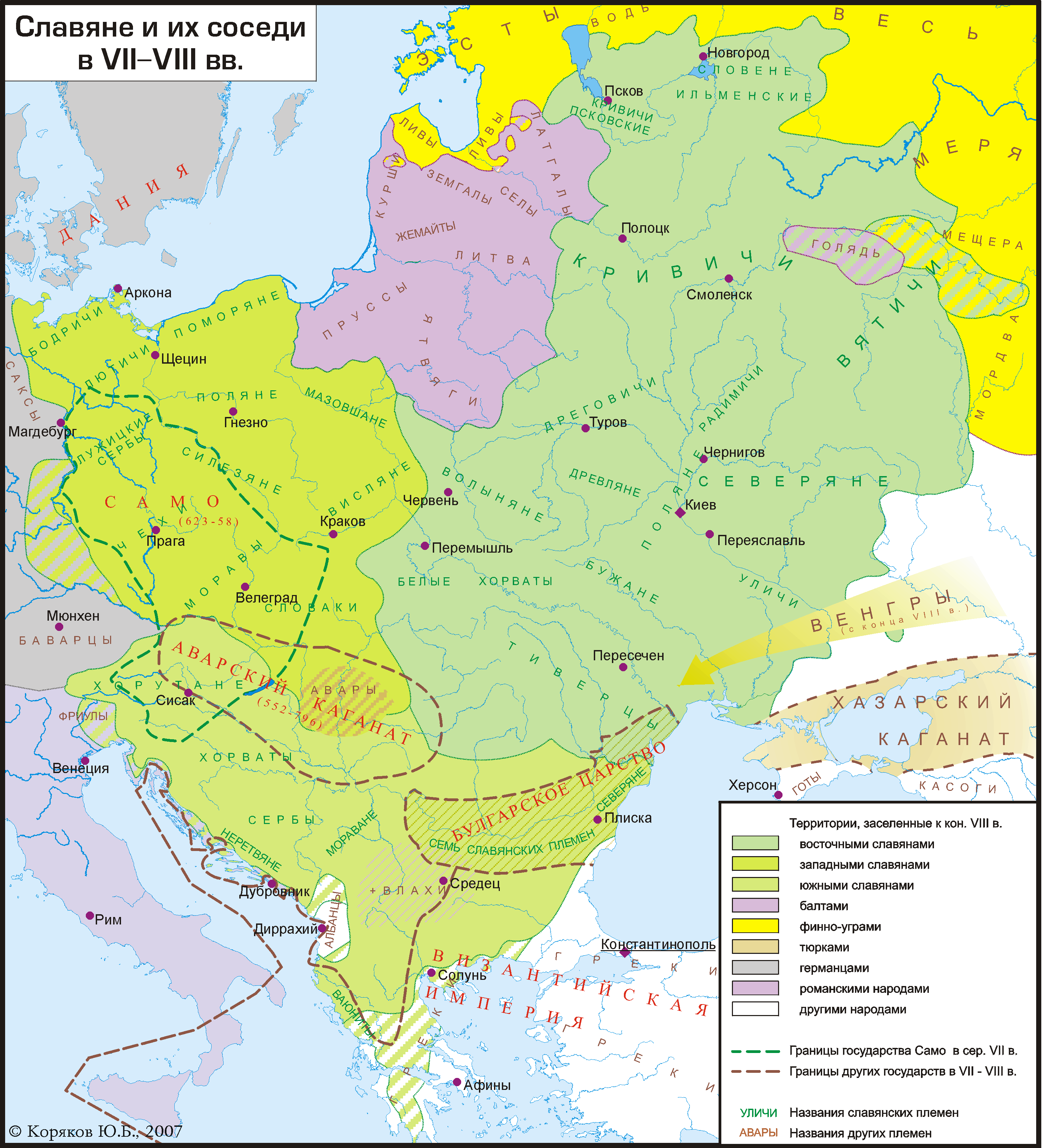
Карта расселения славян и их соседей на конец VIII века

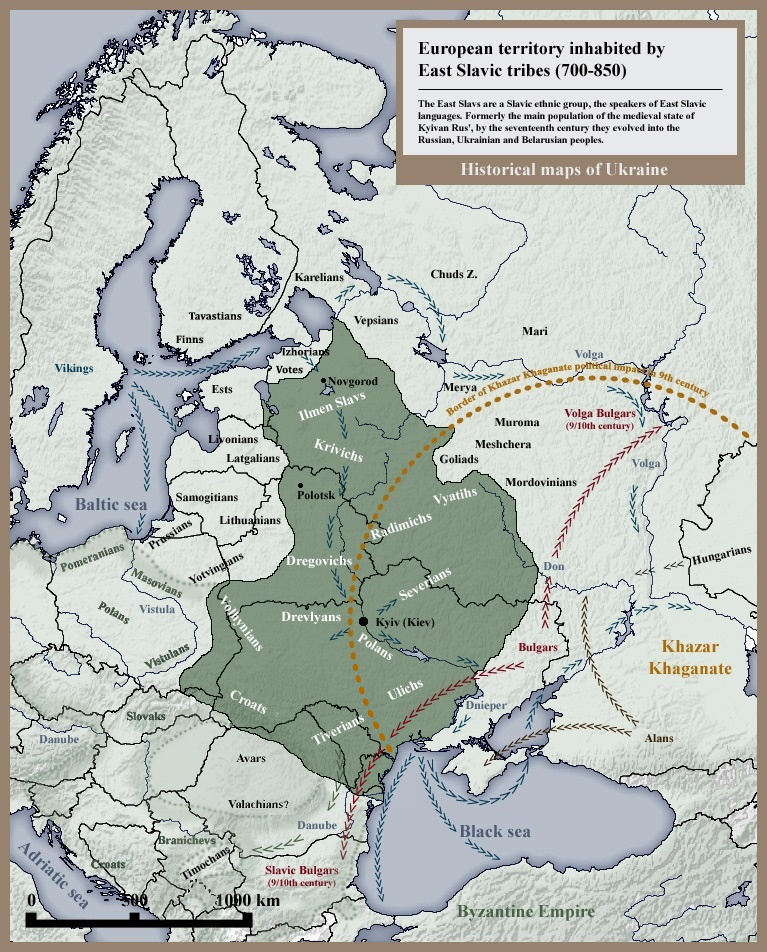
Восточнославянские племена на карте Восточной Европы в IX веке

Поля́не (др.-рус. и церк.-слав. по́лѧне) — восточнославянское племенное объединение, в эпоху расселения восточных славян поселившееся по среднему течению Днепра, на его правом берегу. На земле полян появился Киев — столица Киевской Руси (с 882 года) и, возможно, предшествовавшего ей княжества. Поляне, территория которых стала ядром Киевской Руси, перестали упоминаться летописями по племенному имени в 944 году.

## Племенной союз

### Расселение
Считается, что территория земли полян дохристианской эпохи ограничивалась течением Днепра, Роси и Ирпеня; на западе она прилегала к древлянской земле, на северо-западе — к южным поселениям дреговичей, на юго-западе — к тиверцам, на юге — к уличам, на востоке граничила с северянами.
Центром полянской земли был Киев; другие её населённые пункты — Вышгород, Витичев (ныне Витачов), Белгород на реке Ирпень (ныне село Белогородка), Звенигород, Треполь (ныне село Триполье), Василев (ныне Васильков) и прочие.

### Письменные источники
Русские летописи, начиная с «Повести временных лет» начала XII века, говорят о происхождении племени полян, наряду с дреговичами, древлянами и кривичами, осевшими на территории современной Белоруссии, белыми хорватами, сербами и хорутанами, упоминая полян уже в тексте о IX веке, называя их «русью» «Поляне яже нъıнѣ зовомая русь». Слово «нъıнѣ» в летописи означает слово «сейчас» и относится к периоду не ранее XII века (по времени создания летописи).
Называя поселившихся здесь славян полянами, «Повесть временных лет» прибавляет: «занеже в поле седяху». Поляне, согласно летописи, резко отличались от соседних славянских племён и по нравственным свойствам, и по формам общественного быта: «Поляне бо своих отец обычаи имяху тих и кроток, и стыденье к снохам своим и к сестрам и к матерем своим… брачные обычаи имеяху», тогда как древляне, радимичи и вятичи жили в лесах, «подобно зверям», и браков у них не было.
Летописная история застаёт полян уже на довольно поздней ступени политического развития: общественный строй слагается из двух элементов — общинного и княжеско-дружинного, причём первый в сильной степени подавлен последним. При обычных и древнейших занятиях славян — охоте, рыболовстве и бортничестве — у полян более, чем у других славян, были распространены скотоводство, земледелие, «древоделие» и торговля.
В последний раз в летописи имя полян упоминается под 944 годом, в связи с походом князя Игоря на Византию. Западные поляне на Висле в последний раз упоминаются в Ипатьевской летописи под 1208 годом.

### Археология
Об обширности торговых связей полян и их контактах с другими народами существуют различные теории. Академик Пётр Толочко по монетным кладам делает вывод, что торговля с Востоком началась ещё в VIII веке — прекратилась же во время усобиц удельных князей. Однако историк Э. Мюле возражает, что эти монеты попали в землю не ранее X века — то есть уже после установления в Киеве варяжской власти — и в качестве дополнительного доказательства указывает на нумизматические исследования В. Л. Янина.
В. В. Седов объединял волынян, древлян, полян и дреговичей в так называемую «дулебскую группу», которая представляла юго-западную ветвь восточных славян. Аналогичной точки зрения придерживалась И. П. Русанова, Г. Н. Матюшин, а также В. В. Богуславский и Е. И. Куксина. Аналогичным названием у других специалистов было «дулебский племенной союз».
Само происхождение полян остаётся неясным, так как территория их расселения находилась на стыке нескольких археологических культур. В VI—VII веках корчакская и пеньковская культура, ассоциируемые соответственно с дулебами и антами, граничили здесь с колочинской культурой, распространённой на левом берегу Днепра. В VII веке племенные союзы дулебов и антов распались под ударами аваров.
Зоне расселения летописных полян соответствует район распространения волынцевской культуры VIII—IX веков на Правобережье Днепра.

### Антропология
Антрополог Т. И. Алексеева относит полян к мезодолихокранному среднелицему типу.
Поляне, наряду с древлянами, тиверцами, уличами и северянами преимущественно относились к кругу южных европеоидов, характеризуясь тёмной или смешанной пигментацией волос и глаз.
Поляне рассматриваются Т. А. Трофимовой как локальная форма понтийской расы, Т. И. Алексеева также относит большинство полян к этой расе.

## Южнорусское княжество IX века
В современной российской историографии вслед за советской историографией продолжает преобладать точка зрения, что упоминания русского каганата в IX веке связаны с южной, киевской Русью, южнорусским княжеством в Среднем Поднепровье. Хотя признаётся, что руководящую роль и на юге играли выходцы из Скандинавии, отсутствие скандинавских древностей на среднем Днепре вплоть до X века объясняется быстрой ассимиляцией пришельцев местным славянским населением. Княжество включало в себя территорию племенного княжения полян, водораздел бассейнов Припяти и Днестра на правобережье Днепра и часть днепровского левобережья с будущими городами Черниговом и Переяславлем. Титул «каган», в рамках данной гипотезы принятый южнорусскими князьями, выражал претензии на равенство с хазарским каганом, а строительство хазарами крепостей на Дону с помощью византийских инженеров (Саркел, около 10 крепостей на Северском Донце и Тихой Сосне) было направлено на оборону, в частности даннической территории северян, от нового государственного образования.
Аскольд и Дир традиционно считаются дружинниками Рюрика, которые отбыли от него на юг и возглавили южное княжество после смерти Кия. По Новгородской первой летописи Аскольд и Дир не связаны с Рюриком и княжили в Киеве до приглашения того в Новгород, но после похода руси на Царьград. Помимо древнерусских летописей, Аскольд и Дир упоминаются в сочинении польского историка XV века Яна Длугоша. В его трактовке Аскольд и Дир были полянскими князьями, потомками Кия, легендарного основателя Киева. Не исключается, что такая версия была придумана для обоснования претензий Польши на киевское наследство, в противовес московским Рюриковичам. Версия Длугоша была поддержана Матвеем Стрыйковским, неоднократно писавшем о родстве Аскольда и Дира с Кием. Генеалогическое построение Длугоша имело популярность и в дальнейшем, его придерживались А. А. Шахматов, М. Н. Тихомиров, Б. А. Рыбаков и другие историки.
Первое нападение руси на Константинополь было совершено на 200 судах. Описание похода в древнерусских летописях заимствовано из славянского перевода византийской хроники продолжателя Георгия Амартола и противоречит сведениям очевидца событий константинопольского патриарха Фотия, представляя поход неудачным. В первых русских летописях не сохранилось и сведений о крещении Руси при Фотии, поскольку это событие не упомянул продолжатель Георгия Амартола.
В Никоновской и Иоакимовской летописях содержатся неизвестные по другим источникам сведения о событиях 870-х годов: бегстве части новгородской знати от Рюрика к Аскольду в ходе борьбы за власть в Новгороде, гибели в 872 году сына Аскольда в борьбе с болгарами, походах Аскольда на полочан, кривичей (где Рюрик перед этим посадил своих наместников) и печенегов (875). Поход же на Царьград, отнесённый «Повестью временных лет» к 866 году, был фактически в 860 году.
По летописной датировке в 882 году северный князь Олег поставил под контроль Смоленск, Любеч и Киев, перенеся в последний из Новгорода свою столицу. Это событие часто оценивается как основание Киевской Руси.

### Гипотеза Рыбакова
Согласно гипотезе академика Б. А. Рыбакова, ещё в VI веке возник союз «русов» — полян и северян, подтверждение чему исследователь находил терминологии русских летописей при обозначении Руси в узком смысле и в археологии, включая ранние находки на территории Киева, интерпретированные им как славяно-русские. Этот союз, предположительно, около середины VIII века платил дань хазарам, а затем, благодаря культурному и экономическому превосходству, из оборонительного положения по отношению к соседям он смог скоро перейти в наступательное: древляне, дреговичи, полочане и, возможно, волыняне уже к IX веку были ему подвластны. В эпоху «борьбы с космополитизмом» (рубеж 1940—1950-х годов) Рыбаков писал о Хазарском каганате как о мелком паразитическом объединении в Дагестане и дельте Волги.
Рыбаков назвал древности антов «древностями русов», использовав сарматскую этимологию названия «русь / рос», а также предложил происхождение названия «анты» от названия «венеты», в духе народной этимологии введя диалектную форму «вянты», от которого, по его мнению, происходит также название «вятичи». В 1980—1990-х годы Рыбаков писал, что «чья-то рука изъяла из „Повести временных лет“ самые интересные страницы и заменила их новгородской легендой о призвании князей-варягов», таким образом скрыв сведения об исконных русах-славянах, тогда как изначально в Начальном летописном своде излагалась история славянского происхождении русов-полян.
Гипотеза Рыбакова не получила поддержки большинства учёных. Построение Рыбакова не соотносится с источниками о древнейшей руси и хазарах. Ранние додревнерусские поселения и монетные находки на территории Киева не имеют прямого отношения к истории города и не могут свидетельствовать о существовании Киева за пять веков до возникновения других русских городов. Согласно «Повести временных лет», поляне платили хазарам дань и в IX веке вплоть до прихода варягов Аскольда и Дира (при этом летописцы не разделяют значения слова «дань» на «повинность», «откуп» и «таможенную пошлину»).